# Итагуара (микрорегион)
Итагуара (порт. Microrregião de Itaguara) — микрорегион в Бразилии, входит в штат Минас-Жерайс. Составная часть мезорегиона Агломерация Белу-Оризонти. Население составляет 	61 411	 человек (на 2010 год). Площадь — 	2423,105	 км². Плотность населения — 	25,34	 чел./км².

## Демография
Согласно сведениям, собранным в ходе переписи 2010 г. Национальным институтом географии и статистики (IBGE), население микрорегиона составляет:						
| Полное население                             | Полное население                             | Полное население                             | Полное население                             | 61 411 |
| -------------------------------------------- | -------------------------------------------- | -------------------------------------------- | -------------------------------------------- | ------ |
| в том числе:                                 | Городское население                          | 35 062                                       | Процент городского населения, %              | 57,09  |
|                                              | Сельское население                           | 26 349                                       | Процент сельского населения, %               | 42,91  |
|                                              | Мужское население                            | 31 195                                       | Процент мужского населения, %                | 50,80  |
|                                              | Женское население                            | 30 216                                       | Процент женского населения, %                | 49,20  |
| Плотность населения, чел/км²                 | Плотность населения, чел/км²                 | Плотность населения, чел/км²                 | Плотность населения, чел/км²                 | 25,34  |
| Население микрорегиона в % к населению штата | Население микрорегиона в % к населению штата | Население микрорегиона в % к населению штата | Население микрорегиона в % к населению штата | 0,31   |

## Статистика
- Валовой внутренний продукт на 2003 год составляет 272 932 130,00 реалов (данные: Бразильский институт географии и статистики).
- Валовой внутренний продукт на душу населения на 2003 год составляет 4672,07 реалов (данные: Бразильский институт географии и статистики).
- Индекс развития человеческого потенциала на 2000 год составляет 0,726 (данные: Программа развития ООН).

## Состав микрорегиона
В составе микрорегиона включены следующие муниципалитеты:
1. Белу-Вали
2. Бонфин
3. Крусиландия
4. Итагуара
5. Итатиаюсу
6. Жесеаба
7. Моэда
8. Пьедади-дус-Жерайс
9. Риу-Мансу